# Virio Lupo (console 278)
Virio Lupo (latino: Virius Lupus; fl. 278) è stato un politico e senatore romano di età imperiale.

## Biografia
Virio Lupo fu console suffetto, probabilmente prima del 275, e, come consolare, venne assegnato alla regio II Caelimontium, uno dei quartieri di Roma, secondo la pratica iniziata dall'imperatore Alessandro Severo di assegnare un consolare a ciascuna regio.
Fu poi governatore d'Arabia e praeses di Celesiria dopo il 272: in queste vesti fu anche iudici sacrarum cognitionum prima per Orientem e poi per Aegyptus. In seguito al rinnovamento del culto del dio Sole da parte dell'imperatore Aureliano, Lupo tenne il pontificato Dei Solis. Nel 278 divenne console ordinario con l'imperatore Probo; nello stesso anno ottenne la prefettura urbana di Roma, che tenne fino al 281.